# 彰化縣溪湖鎮媽厝國民小學
彰化縣溪湖鎮媽厝國民小學是位於臺灣彰化縣溪湖鎮的學校。

## 沿革
媽厝國小前身為1930年設立的崙子腳國語講習所，1935年4月1日設立媽厝分教場。西元1941年3月31日，獨立為媽厝公學校，隔日再依臺中州第131號告示改名為媽厝國民學校。
自1966年開始辦理營養午餐至今。
自2015年起，媽厝國小與彰化師範大學遠哲科學教育基金會合作，實施科普主題探究式「遠哲科學扎根」學習課程。
媽厝國小扯鈴隊於1986年成立。2018年成立游泳隊，2019年成立輕艇隊。

## 歷任校長
以下資料來自《溪湖鎮志》與媽厝國小：
| 姓名       | 任期                  |
| ---------- | --------------------- |
| 笠野岸松   | 1939年4月－1941年3月  |
| 光石正史   | 1941年4月－1943年3月  |
| 山本千代野 | 1943年3月－1944年3月  |
| 國枝行藏   | 1944年3月－1945年12月 |
| 巫濱       | 1945年12月-1947年9月  |
| 賴瑞發     | 1947年9月-1949年9月   |
| 吳當朝     | 1949年9月-1950年12月  |
| 吳克勳     | 1950年12月-1954年9月  |
| 邱探       | 1954年9月-1956年9月   |
| 翁錫平     | 1956年9月-1962年6月   |
| 陳振豐     | 1962年9月-1972年9月   |
| 施振坤     | 1972年9月-1979年9月   |
| 王進來     | 1979年9月-1992年8月   |
| 陳慶雲     | 1992年8月-1999年7月   |
| 陳煌儀     | 1999年8月-2007年7月   |
| 吳慶堂     | 2007年8月- 2011年7月  |
| 王麗惠     | 2011年8月-2018年1月   |
| 曾俊堯     | 2018年2月-            |

## 外部連結
- 彰化縣媽厝國小粉絲專頁 （页面存档备份，存于）